# Flying Steps
Flying Steps – niemiecka grupa taneczna powstała w 1993 roku.
Grupa zdobyła wiele nagród na zawodach tańca breakdance oraz wydała kilka singli i albumów. Flying Steps pojawili się również w niektórych teledyskach grupy Music Instructor.

## Dyskografia

### Single
- In Da Arena (Situation) / We Gonna Rock It (2000)
- We Are Electric (2000)
- Breakin' It Down (2001)
- We Gonna Rock It (2001)
- Operator (2007)

### Albumy
- B-Town (2001)
- Greatest Hits (2002)
- Breakdance Battle (2005)

## Teledyski
- Super Sonic (z Music Instructor) (1998)
- Rock Your Body (z Music Instructor) (1998)
- Get Freaky (z Music Instructor) (1998)
- In Da Arena (2000)
- We Are Electric (2000)
- Breakin' It Down (2001)
- We Gonna Rock It (2001)
- Operator (2007)
- Let It Rain (2009)